# تي جاي ستايلز
تي جاي ستايلز (بالإنجليزية: T. J. Stiles)‏ هو كاتب سير أمريكي، ولد في 29 يوليو 1964 في فولي في الولايات المتحدة.

## وصلات خارجية
- الموقع الرسمي